# Laia Cañes
Laia Cañes Badenes, née le 5 octobre 1983 à Vilavella, est une coureuse d'ultra-trail espagnole. Elle a remporté la médaille d'argent aux championnats du monde de trail 2018.

## Biographie
Laia se met à la course à pied sur le tard, en 2007, d'abord comme activité sportive pour arrêter de fumer. Améliorant progressivement ses capacités physiques, elle s'essaie par la suite à la compétition en trail dans la province de Castellón. Peu compétitive à ses débuts, elle progresse et décide de participer au Penyagolosa Trails MIM en 2010. Elle y effectue une excellente course et termine deuxième. Ce résultat la pousse à s'engager sérieusement en compétition et à faire appel à un entraîneur,,.
Elle se fait remarquer sur la scène internationale en 2015 en décrochant la troisième place de la CCC au terme d'une solide course.
Elle domine la scène nationale en 2016 en alignant les victoires en Spain Ultra Cup dans la nouvelle catégorie Maratón. Elle termine à nouveau deuxième aux Penyagolosa Trails MIM puis s'impose à l'Ultra Sierra Nevada, l'Ultra Cerdenya, l'Ultra Guara Somontono, et l'Haría Extreme Maratón.
Le 22 avril 2017, Laia parvient à s'imposer sur le Penyagolosa Trails MIM après cinq deuxièmes places. Elle remporte sa victoire avec la manière, en signant un nouveau record féminin du parcours en 6 h 9 min 49 s. Le 10 juin, elle prend le départ des championnats du monde de trail à Badia Prataglia. Mieux préparée qu'en 2016 où elle avait été sélectionnée au pied levé, elle effectue un début de course prudent aux côtés de sa compatriote Gemma Arenas. Le duo parvient à doubler Azara García en difficulté puis Laia se détache pour terminer meilleure Espagnole en septième place. Avec ses compatriotes, elle termine sur la troisième marche du podium des équipes. Le 1er septembre, elle s'aligne à nouveau au départ de la CCC. Laissant sa compatriote Maite Maiora se battre pour la victoire avec l'Américaine Clare Gallagher, Laia assure sa position et termine à nouveau troisième. Elle conclut sa saison 2017 en s'adjugeant sa deuxième victoire au classement Maratón de la Spain Ultra Cup.
Le 24 février 2018, elle s'élance sur la Transgrancanaria Advanced qui compte comme championnats d'Espagne de trail RFEA. Elle effectue la course en tête aux côtés d'Azara García et de Mónica Vives. Au terme d'une lutte serrée, elle doit s'incliner face Mónica pour vingt secondes. Le 12 mai, elle prend part aux championnats du monde de trail qui se déroulent sur son terrain de jeu favori dans le cadre des Penyagolosa Trails. Prenant un départ prudent, elle laisse filer les favorites Adeline Roche et Ragna Debats. Elle effectue une course solide aux côtés de Gemma Arenas. Le duo parvient à doubler la Française mais sans pouvoir rattraper la Néerlandaise. Laia se détache seule en deuxième position qu'elle assure jusqu'en fin de course pour remporter la médaille d'argent. Elle se pare également d'or au classement par équipes,.

## Palmarès
| no   | féminin            | Course                                                  | Longueur | Départ             | Temps            |
| ---- | ------------------ | ------------------------------------------------------- | -------- | ------------------ | ---------------- |
| 138e | Médaille d'argent  | Penyagolosa Trails MIM                                  | 63 km    | 15 mai 2010        | 7 h 40 min 41 s  |
| 41e  | Médaille d'argent  | Penyagolosa Trails MIM                                  | 63 km    | 11 mai 2013        | 6 h 46 min 56 s  |
| 31e  | Médaille d'argent  | Penyagolosa Trails MIM                                  | 63 km    | 17 mai 2014        | 6 h 44 min 34 s  |
| 30e  | Médaille d'argent  | Penyagolosa Trails MIM                                  | 63 km    | 26 avril 2015      | 6 h 48 min 6 s   |
| 36e  | Médaille de bronze | CCC                                                     | 101 km   | 28 août 2015       | 14 h 43 min 7 s  |
| 38e  | Médaille d'argent  | Penyagolosa Trails MIM                                  | 63 km    | 23 avril 2016      | 6 h 39 min 41 s  |
| 9e   | Médaille d'or      | Haría Extreme Maratón                                   | 40 km    | 19 novembre 2016   | 3 h 59 min 27 s  |
| 17e  | Médaille d'or      | Penyagolosa Trails MIM                                  | 63 km    | 22 avril 2017      | 6 h 9 min 49 s   |
| 62e  | 7e                 | Championnats du monde de trail                          | 48 km    | 10 juin 2017       | 5 h 19 min 36 s  |
| 39e  | Médaille de bronze | CCC                                                     | 101 km   | 1er septembre 2017 | 12 h 47 min 39 s |
| 13e  | Médaille d'or      | Haría Extreme Maratón                                   | 44 km    | 18 novembre 2017   | 4 h 27 min 11 s  |
| 44e  | Médaille d'argent  | Transgrancanaria Advanced                               | 63 km    | 24 février 2018    | 6 h 15 min 54 s  |
| 22e  | Médaille d'or      | Reventón Trail El Paso                                  | 45 km    | 7 avril 2018       | 4 h 35 min 48 s  |
| 52e  | Médaille d'argent  | Championnats du monde de trail                          | 85 km    | 12 mai 2018        | 10 h 11 min 11 s |
| 57e  | 7e                 | Championnats du monde de skyrunning - Ultra SkyMarathon | 47 km    | 14 septembre 2018  | 4 h 58 min 24 s  |

## Records
| Épreuve       | Performance     | Date            | Lieu                 |
| ------------- | --------------- | --------------- | -------------------- |
| 10 kilomètres | 35 min 45 s     | 2 décembre 2018 | Valence              |
| Semi-marathon | 1 h 18 min 39 s | 20 janvier 2019 | Castelló de la Plana |
| Marathon      | 2 h 49 min 21 s | 6 décembre 2015 | Castelló de la Plana |